# Andorra Airlines
Andorra Airlines, nombre comercial de Andorra Airlines Flights S.L., es una aerolínea española con base en el Aeropuerto de Andorra-La Seu que ha operado vuelos chárter desde 2021 hasta el presente.
La compañía fue fundada el 18 de junio de 2015 por el empresario y expolítico catalán, Jorge Soriano José, ex-portavoz del PP en el ayuntamiento de Sabadell y conocido por estar imputado en el caso Mercurio.

## Historia
Con la remodelación y reapertura del aeropuerto de Andorra-La Seu durante el periodo de 2010 a 2015 por parte de la Generalidad de Cataluña sumado al interés del Ministerio de Fomento andorrano por invertir en la mejora de la conexión internacional del país pirenaico, varios empresarios y fondos de inversión se unieron para barajar la posibilidad de establecer una compañía cuya principal ruta aérea fuese con destino u origen en Andorra la Vieja, cuyo aeropuerto más cercano es el de Seo de Urgel.

### Primer vuelo
Andorra Airlines operó su primer vuelo a mediados de abril de 2021. Fue un vuelo chárter entre el Aeropuerto Adolfo Suárez (Madrid) y el aeropuerto Andorra-La Seu con destino a Andorra la Vieja para una delegación de la República Dominicana. Se operó con un ATR 72-500 con capacidad para 70 pasajeros obtenido por medio de un leasing de CanaryFly.

### Anuncio de líneas regulares
Desde comienzos de 2021 y hasta agosto del mismo año, Andorra Airlines anunció repetidamente que tendría viajes regulares nacionales a Palma de Mallorca (PMI) y a Madrid (MAD), así como uno internacional a Oporto (OPO), en Portugal. Finalmente ninguna de las rutas comenzó a dar un servicio regular.

### Concurso para línea regular
A principios de septiembre de 2021, el ministro de Presidencia, Economía y Empresa, Jordi Gallardo, anunció la apertura de un concurso para adjudicar una línea regular entre el Aeropuerto Adolfo Suárez (Madrid) y el aeropuerto Andorra-La Seu con la intención de que la línea aérea fuera una realidad a partir de diciembre con dos vuelos semanales.
El 6 de octubre se hizo saber que la empresa elegida era Air Nostrum, quedando así fuera Andorra Airlines.

### Operaciones de vuelos chárter
Andorra Airlines ha operado algunos vuelos chárter.
En abril de 2021 se encargó de desplazar a la delegación de República Dominicana a la XXVII Cumbre Iberoamericana de Jefes de Estado y de Gobierno desde Madrid hacia el aeropuerto Andorra-La Seu.
En septiembre del mismo año, trasladó al equipo deportivo Fútbol Club Andorra desde el Aeropuerto de Lérida-Alguaire hasta el aeropuerto de Gibraltar, para que el equipo andorrano disputase un partido con el Algeciras CF.
Según el diario Segre, el club propiedad del jugador barcelonista y empresario Gerard Piqué, habría llegado a un acuerdo para que Andorra Airlines cubriese todos los desplazamientos del equipo durante la temporada.

## Flota
En enero de 2023, Andorra Airlines no opera ningún avión.
| Aeronave   | Matrícula | Histórico | Orden | Pasajeros | Notas                |
| ---------- | --------- | --------- | ----- | --------- | -------------------- |
| ATR 72-500 | EC-MSM    | 1         | —     | 68        | Leasing de Canaryfly |
| Total      | —         | 1         | —     | 68        |                      |